# Anhovo
Anhovo je naselje v Občini Kanal ob Soči. Anhovo leži v malo razširjenem
delu doline Soče ob železniški progi Nova Gorica - Jesenice. Poglavitni pečat naselju daje leta 1921 postavljena tovarna cementa, Salonit Anhovo. Anhovo je organsko povezan z Desklami.

## NOB
Med drugo svetovno vojno je bila v Anhovem najprej italijanska, nato pa nemška vojaška postojanka. Anhovo sta 17. novembra 1943 demonstrativno napadla Gregorčičeva brigada in 1. bataljon Bazoviške brigade.